# Edward Burleson
Edward Burleson est un général et homme politique né le 15 décembre 1798 et mort le 26 décembre 1851. Il fut vice-président de la république du Texas du 13 décembre 1841 au 9 décembre 1844 sous le second mandat de Samuel Houston.